# Fernand Léger
Fernand Léger (4. února 1881 – 17. srpna 1955), celým jménem Joseph Fernand Henri Léger, byl všestranný francouzský výtvarník – malíř, sochař, grafik, dekoratér, filmový tvůrce a výtvarný teoretik. Od počátečního období ve stylu kubismu postupně došel k vlastnímu osobitému výrazu, který nese výrazné primitivistické rysy s důrazem na barvu a modelaci figury.

## Život
Narodil se v rodině chovatele dobytka na statku v Argentanu v Normandii a předpokládalo se, že bude pokračovat v rodinné tradici. Po otcově předčasné smrti mu matka povolila studium architektury. V šestnácti letech se šel učit k architektovi do Caen a v roce 1900 odjel do Paříže studovat malířství. Na živobytí si vydělával jako kreslič u architekta a retušér fotografií, zároveň navštěvoval Akademii Julian a bral hodiny v soukromém malířském ateliéru. Dva roky sloužil v armádě (1902–1903).
Malířství se začal věnovat ve svých 25 letech. Tehdy byl ovlivněn především impresionismem. V roce 1905 se usadil ve čtvrti Montparnasse ve společném pavilonu pojmenovaném Úl, kde se stýkal s avantgardními umělci. Stal členem uměleckého sdružení Section d'Or, kam patřili také Apollinaire, Delaunay, Duchamp, Kupka a Picabia.
Seznámil se s Braquem a Picassem, hlavními představiteli nového malířského směru – kubismu. V roce 1911 byl v Salonu nezávislých vystaven velký Légerův obraz Akty v lese (Nus dans la forêt), který byl osobitou variantou kubismu. Kritik Louis Vauxcelles ji posměšně označil za tubismus, podle tvarů válců a trubek, z nichž Léger skládal své kompozice v šedohnědých a šedozelených odstínech.
V roce 1912 mu obchodník s obrazy Daniel-Henri Kahnweiler uspořádal první samostatnou výstavu a uzavřel s ním smlouvu na výhradní prodej obrazů, což mu zajistilo stálý příjem. V roce 1913 se Léger přestěhoval do samostatného ateliéru.
Zúčastnil se bojů první světové války v řadách francouzské armády jako voják u ženistů. Válečná zkušenost dle jeho vlastních slov silně ovlivnila jeho tvorbu. Málem zahynul v bitvě u Verdunu., když byl zasažen plynem. V roce 1916 namaloval během dovolenky obraz Voják s dýmkou, robustní polofigura jako by byla vytvořena z ocelového materiálu pro děla a granáty. O rok později, když se léčil z otravy plynem, namaloval v lazaretu obraz Hráči karet s postavami připomínajícími ocelové roboty.
Po válce se v jeho dílech objevila jako nový prvek výrazná barevnost (žlutá, červená, modrá, zelená) – symbol vítězství života nad hrůzami války. První tři roky po válce v jeho tvorbě převládaly geometrické tvary, jako jsou kruhy, čtyřúhelníky a lichoběžníky. Toto období je označováno jako mechanické, neboť všechny jeho malby připomínaly soukolí obřího stroje. Jeho vrcholným dílem je rozměrný obraz Město.
V roce 1919 se oženil s Jeanne Lohyovou, kterou poznal už před válkou v prostředí pařížských intelektuálů.

Na přelomu dvacátých let se Léger věnoval také filmu a divadlu. Vytvořil několik filmových experimentálních snímků, jako Chapliniáda, Kolo života nebo Nelidská. Ve filmu Mechanický balet (1924) použil sérii dynamických obrazů lidí, strojů a různých předmětů (slaměný klobouk, boty, lahve, kola, umělé nohy). Navrhl oponu, dekorace a kostýmy pro baletní představení. V roce 1920 se seznámil s Le Corbusierem, který se stal jeho celoživotním přítelem. S Amédéem Ozenfantem založili v roce 1924 Akademii moderního umění. Léger často vystupoval s přednáškami o umění a tvůrčím procesu nejen ve Francii, ale také v zahraničí. 

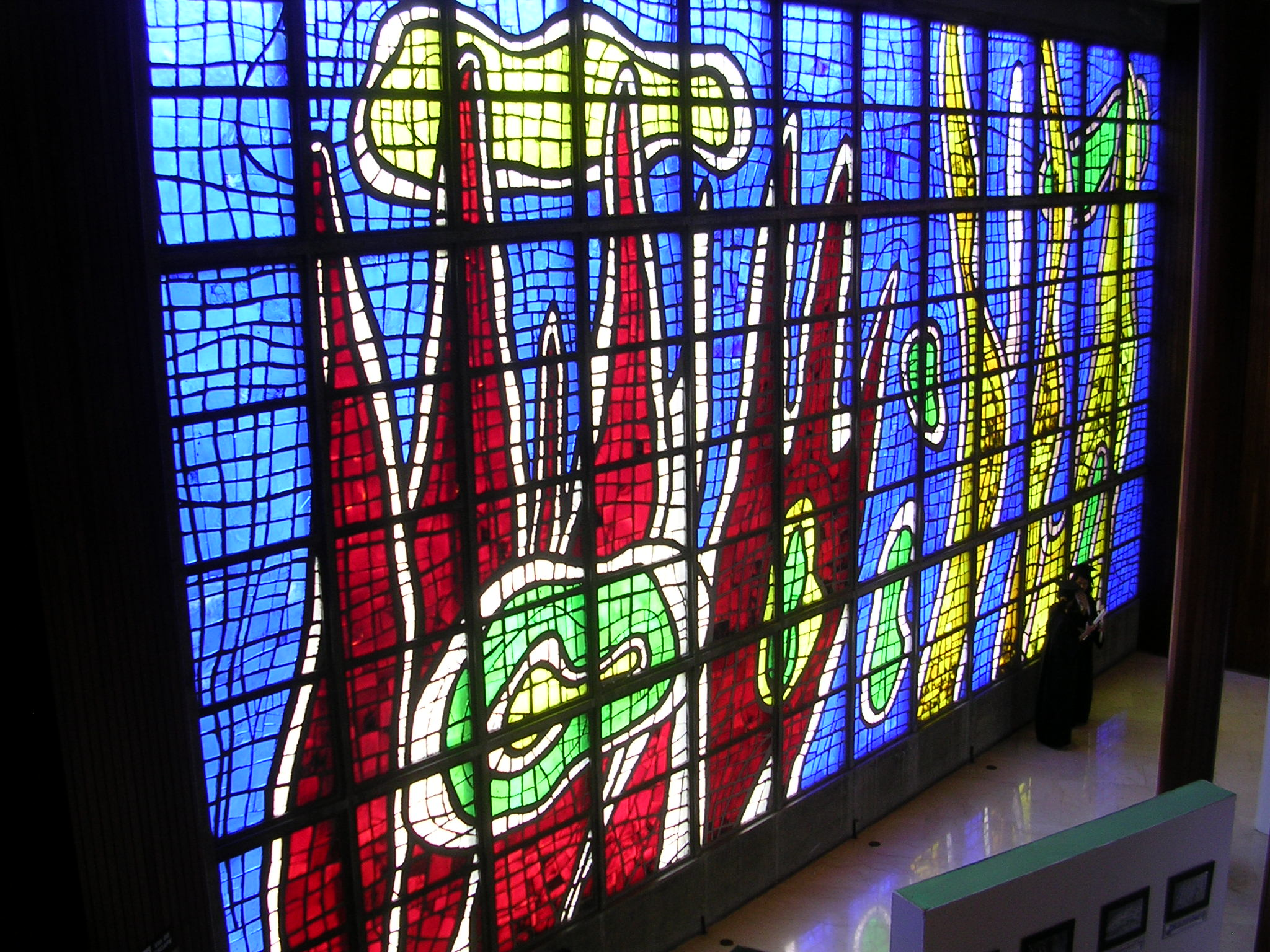
Légerova vitráž na Universidad Central de Venezuela

Odklonil se od abstrakce a na jeho obrazech se objevují figury. Z roku 1921 pochází jeden z jeho nejslavnějších obrazů Velká snídaně, v němž robustní postavy tří žen zasadil do kontrastu intimního prostředí. Tyto obrazy často připomínají tvorbu Henriho Rousseaua, kterého obdivoval už od setkání v roce 1909. Souběžně s figurální tvorbou namaloval cyklus Oživených krajin (paysages animés), v nichž se vrací do krajiny svého dětství, Normandie. Obrazy jsou komponovány z obdélníků a lichoběžníků, Léger na nich nepoužil perspektivu, nemají atmosféru. Koncem dvacátých let je na jeho obrazech často uplatňován motiv kontrastních předmětů: svazku klíčů a tanečnic letících v prostoru (Mona Lisa s klíči). Namaloval velkoformátová plátna s charakteristickými postavami Tři ženy na červeném pozadí (1927), Kompozice se třemi postavami (1933), Akrobatka Marie (1933) a Adam a Eva (1933).
Začal se prosazovat i v zahraničí. Vystavoval v Berlíně, Stockholmu, v Londýně navrhl dekorace pro film a v Bruselu vytvořil dekorace sálu pro mezinárodní výstavu umění. Několikrát navštívil Spojené státy a prožil tam období druhé světové války. Vyučoval na Yalově univerzitě. Během svého amerického pobytu začal vytvářet obrazy s postavami a předměty rámovanými černými konturami a volně uspořádanými barevnými pruhy. Jeho tvorba se stala více realistická, zobrazoval scény z běžného života. Z válečného období pochází jeho známý obraz Plavci (1942–1946), na kterém je barvou zdůrazněn pohyb figur vrhajících se do vody.
Po návratu do Francie se stal členem Francouzské komunistické strany. Po druhé světové válce zesílil v jeho umění sociální aspekt.
Patřil mezi známé, mezinárodně uznávané umělce. Založil svou vlastní akademii, vychoval mnoho mladých výtvarníků. Cestoval, přednášel, vytvořil na zakázku řadu dekorací: nástěnné malby pro budovu OSN v New Yorku, rozměrnou mozaiku pro průčelí kostela Panny Marie v savojském Plateau d'Assy, návrhy na okna pro kostely v Audincourtu a Courfaivre a pro univerzitu v Caracasu. Namaloval série obrazů s názvem Zábava a Cyklisté, Odpočinek a mnoho dalších pláten, které vyzařují pohodu a životní optimismus. Měl výstavy v Paříži, Londýně, New Yorku, Benátkách a dalších městech.
V roce 1949 si Léger pořídil ateliér s keramickou dílnou v městečku Biot na azurovém pobřeží. Vznikly tam jeho monumentální sochy a polychromované basreliéfy určené pro konkrétní architekturu. V roce 1950 zemřela jeho žena Jeanne-Augustine a po dvou letech se Léger v 72 letech znovu oženil. Vzal si svou bývalou žákyni Naďu Chodoševičovou, která vedla jeho ateliér. Po svatbě se usadili v Gif–sur–Yvette nedaleko Paříže.

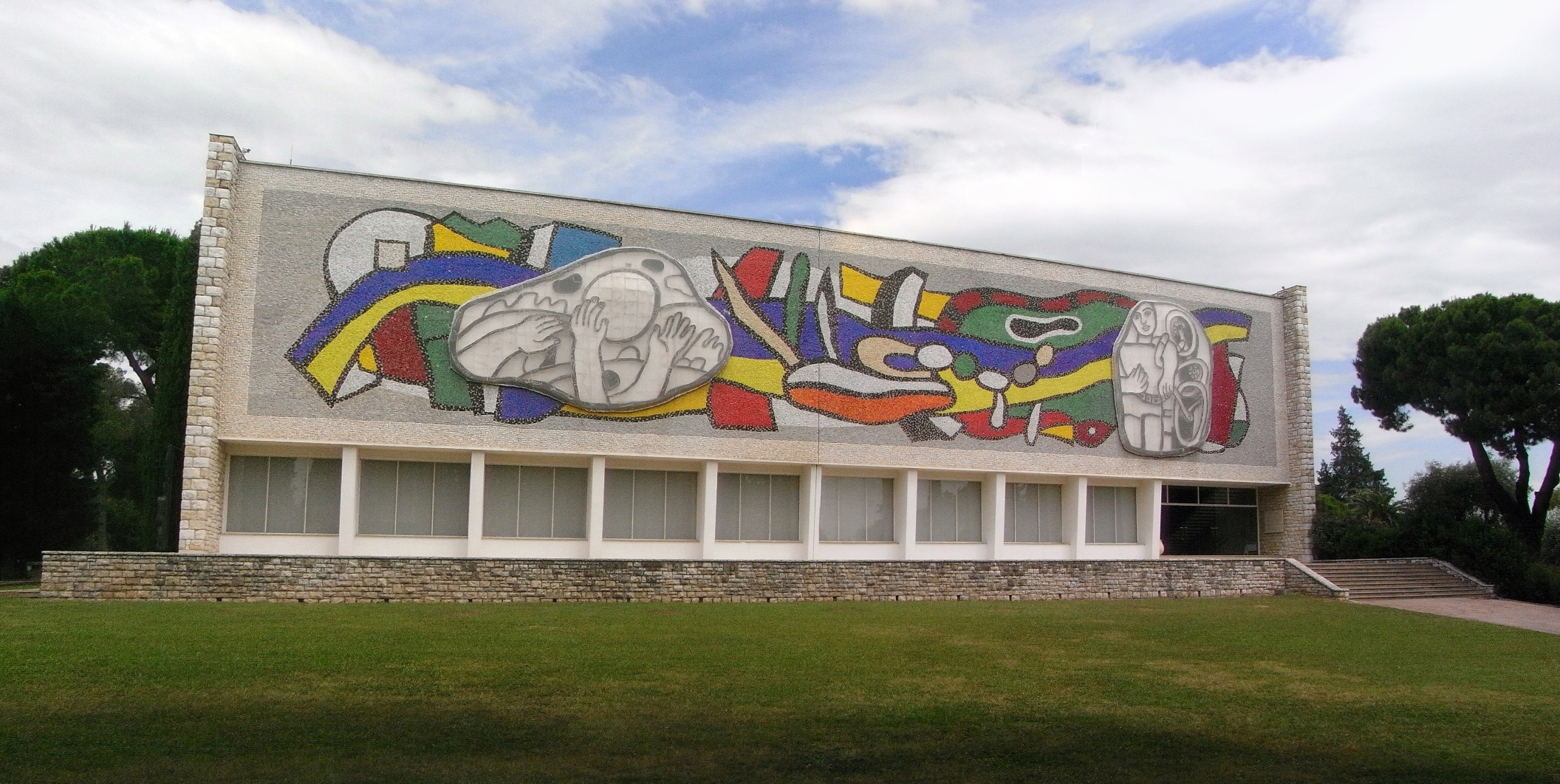
Muzeum Fernanda Légera v Biot

V roce 1955 Léger navštívil Československo, kde na něho velký dojem udělala hromadná vystoupení cvičenců na I. celostátní spartakiádě.
Fernand Léger zemřel 17. srpna 1955, pochován je na místním hřbitově v Gif-sur-Yvette.
Z iniciativy jeho ženy a spolupracovníků bylo v Biot zřízeno muzeum, které vlastní největší kolekci prací Fernanda Légera. Na průčelí budovy je rozměrná mozaika, kterou Léger navrhl pro výzdobu stadionu v Hannoveru, ale projekt nebyl dokončen.

## Dílo
Fernand Léger byl všestranný umělec. Tvořil nejen obrazy a dekorace, ale také rozměrné nástěnné malby, keramiku, sochy, scénické návrhy, ilustrace, tapisérie, vitráže, grafické listy i filmy.
Jeho první obrazy byly ovlivněny impresionismem (Seurat, Signac). Většinu prací z tohoto období Léger později zničil, protože s nimi nebyl spokojen. Jedním z mála zachovaných je obraz Zahrada mé matky z roku 1905. Velký vliv na jeho další vývoj mělo seznámení s tvorbou Paula Cézanna na výstavě Podzimního salonu v roce 1907 a přátelství s malířem Robertem Delauneyem. Jeho plátna z tohoto období jsou osobitým pojetím kubismu, který reálné tvary redukuje na základní geometrická tělesa (válec, kužel a kouli), k nimž přiřadil výrazné barevné odstíny (Kuřáci 1912, Žena v modrém 1912, Vesnice 1914).

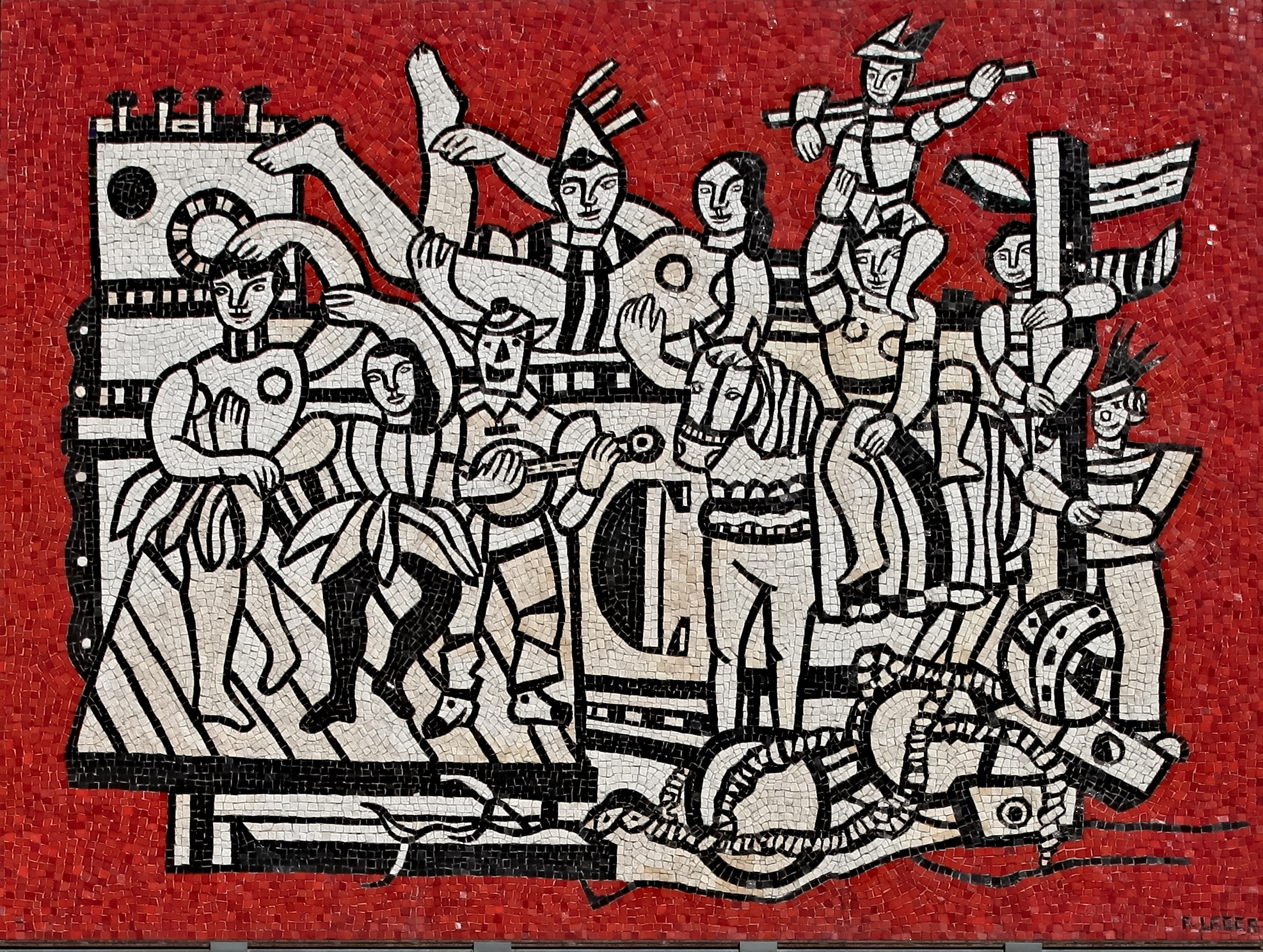
Mozaika podle Légerova obrazu Velká přehlídka z roku 1953

Léger neprošel analytickým kubismem, ale vytvořil jeho osobité pojetí. Prvořadý význam měla pro něho barva. Od roku 1913 používal strojové prvky, postavy maloval jako roboty. Figury složené z tvarů připomínajících trubky rozšířil o intenzivní, dynamickou barevnost. Sérii těchto silně abstrahovaných obrazů nazval Kontrasty tvarů. V protikladu barev, linií a křivek viděl budoucnost moderní malby. Inspiroval ho svět techniky, moderního průmyslu a velkoměsta. Obraz Signální kotouče (1918) je syntézou stroje, funkcionality a rytmu života moderního města.
Zhruba od roku 1917 došel k jakémusi kubismu zakřivených linií, které ovlivnily i jeho masivní figury podobné robotům a zvýšily působivost jeho výrazných barev. Po válce tvořil obrazy měst, moderních architektur, kol, pák a motorů. Užíval ostrých barevných kontrastů, do středu svých kompozic umisťoval masivní figury.
Po roce 1921 na jeho obrazech dominuje lidská postava (Žena s kyticí 1921). V letech 1917 až 1923 se na jeho obrazech objevuje svět techniky, dopravy a průmyslu. Člověk je postaven na stejnou úroveň se strojem. V polovině dvacátých let (architektonické období) se intenzivně zabýval problémem předmětu v prostoru s cílem využít kontrapunkt pro zvýšení dekorativního účinku obrazu. Ve třicátých letech se jeho tvorba dostala do období dynamického.
V pozdějším díle kladl důraz na úlohu barvy pro modelaci prostoru ve spojení s aktuálním světem (Strhující síly 1937, Velká přehlídka 1954) 
Za druhé světové války vytvořil řadu děl s náměty akrobatů a cyklistů. Po návratu do Francie namaloval r. 1949 svůj pověstný obraz Konstruktéři a uveřejnil soubor textů a litografií s názvem Cirkus. Jeho dílo nese výrazné primitivistické rysy, podobně jako u jemu blízkého Henriho Rousseaua. Všechno bylo u něho jednoduché, elementární, prosté. Obrazy komponoval z jasných barevných tónů. Základním námětem jeho obrazů byl člověk ve spojení s technikou a přírodou. Ukazoval, že zmechanizovaný svět civilizačních prostředků nemůže být překážkou dosažení lidského štěstí. 